# Liabeae
Liabeae és una tribu de plantes asteràcies. És endèmica de la zona neotropical, i està més diversificada als Andes del nord i del centre. El seu centre de diversitat és al Perú.
Aquesta tribu inclou plantes herbàcies anuals i perennes, arbusts, lianes i arbres. Moltes contenen un làtex blanc.
La majoria d'espècies es troben als boscos. Algunes es presenten al deserts, en clima alpí o en hàbitats pertorbats.
Hi ha 18 gèneres amb unes 165 espècies.

## Gèneres
- Bishopanthus
- Cacosmia
- Chionopappus
- Chrysactinium
- Dillandia
- Erato
- Ferreyranthus
- Liabellum
- Liabum
- Microliabum
- Munnozia
- Oligactis
- Paranephelius
- Philoglossa
- Pseudonoseris
- Sampera
- Sinclairia
- Sinclairiopsis